# Conchocera heterocera
Conchocera heterocera es un coleóptero de la familia Chrysomelidae.
Fue descrita científicamente en 1895 por Gestro.